# Lumiconger
Lumiconger is een monotypisch geslacht van straalvinnige vissen uit de familie van zeepalingen (Congridae).

## Soort
- Lumiconger arafura Castle & Paxton, 1984